# Aurea
Aurea, född 1987 i Santiago do Cacém, är en portugisisk sångerska. 

## Karriär
Aurea debuterade i augusti 2008 med singeln "Okay Alright" och släppte sitt självbetitlade debutalbum Aurea i september 2010. Albumet toppade albumlistan i Portugal vilket även albumets första singel "Busy (For Me)" gjorde på landets singellista. Hon vann kategorin "Bästa portugisiska nummer" vid MTV Europe Music Awards år 2011. Den 18 november 2011 höll hon en konsert där hon sjöng låtarna från sitt debutalbum. Framträdandet spelades in och den 12 december släpptes hennes första livealbum som både CD och DVD.

## Diskografi

### Studioalbum
| År   | Information                       | Lista    |
| År   | Information                       | Portugal |
| ---- | --------------------------------- | -------- |
| 2010 | Aurea - Släppt: 27 september 2010 | 1        |

### Livealbum
| År   | Information                                                        | Lista    |
| År   | Information                                                        | Portugal |
| ---- | ------------------------------------------------------------------ | -------- |
| 2011 | Aurea – Ao Vivo no Coliseu dos Recreios - Släppt: 12 december 2011 | 8        |

### Singlar
| År   | Singel                                                  | Lista    |
| År   | Singel                                                  | Portugal |
| ---- | ------------------------------------------------------- | -------- |
| 2008 | "Okay Alright"                                          | 11       |
| 2010 | "Busy (For Me)"                                         | 1        |
| 2011 | "No No No No (I Don't Want Fall In Love With You Baby)" | 12       |
| 2011 | "The Only Thing That I Wanted"                          | 12       |
| 2011 | "Dream a Little Dream of Me"                            | 23       |